# Fysische organische chemie
De fysische organische chemie is een wetenschappelijk gebied dat de relatie tussen de structuur en de reactiviteit van organische verbindingen bestudeert. Zij beweegt zich daarmee op het grensvlak van de fysische chemie en de organische chemie. De fysische organische chemie maakt gebruikt van principes uit de fysische chemie om deze toe te passen op de structuur van organische verbindingen, alsmede tracht zij een theoretisch kader te scheppen om de invloed van de structuur op de reactiviteit van de verbindingen te interpreteren. De term fysische organische chemie werd voor het eerst gebruikt door de Amerikaanse fysisch-scheikundige Louis Plack Hammett in 1940 bij het schrijven van een gelijknamig handboek.
De fysische organische chemie bedient zich van zowel experimentele als theoretische disciplines om aan onderzoek te doen, zoals spectroscopie, spectrometrie, kristallografie, computationele chemie en kwantummechanica. De chemische kinetiek en thermodynamica spelen een belangrijke rol bij dit onderzoeksproces: de relatieve chemische stabiliteit van de startmaterialen, transitietoestanden en reactieproducten is immers van belang. De fysische organische chemie kent toepassingen in de polymeerchemie, supramoleculaire chemie, elektrochemie en fotochemie.

## Chemische structuur en thermodynamica
In de organische chemie worden concepten uit de thermodynamica gebruikt om chemische bindingen, stabiliteit en energetische aspecten van organische systemen te bestuderen. Het begrip systeem is in deze context een louter theoretisch concept dat kan slaan op organische reacties, transformaties of isomerisaties in de breedste zin van hun betekenis. De belangrijkste grootheden die daarbij bepaald worden zijn de enthalpie (ΔH), de entropie (ΔS) en de Gibbs vrije energie (ΔG). Om deze waarden te berekenen kan men zich wenden tot verschillende wiskundige analysetechnieken, zoals het opstellen van een Van 't Hoff-grafiek.
Een aantal empirische constanten, zoals de dissociatie-energie, de standaard-vormingswarmte (ΔHf°) en de verbrandingswarmte ΔHc°, worden gebruikt om de thermodynamische stabiliteit van moleculen in te schatten en om de verandering in enthalpie tijdens een organische reactie te berekenen. Voor complexe moleculen kan de standaard-vormingswarmte berekend worden uit bekende waarden voor de standaard-vormingswarmte van fragmenten van deze molecule.
Naast de thermodynamische aspecten die gelinkt zijn aan stabiele verbindingen, vormt ook de studie van de reactieve intermediairen (zoals carbokationen, carbanionen en radicalen) een belangrijk onderdeel van de fysische organische chemie. De stabiliteit van carbokationen wordt geschat met behulp van hydride-affiniteiten en die van carbanionen door de pKa-waarden.

### Conformationele analyse
De stabiliteit en energetische aspecten van organische verbindingen kan in eerste instantie worden ingeschat door middel van een conformationele analyse. Met het begrip conformatie wordt geduid op de welbepaalde ruimtelijke ordening van de atomen in een verbinding, die zich onderscheidt van andere ordeningen die mogelijk zijn door rotaties rond enkelvoudige bindingen. Welke conformaties mogelijk zijn wordt in grote mate bepaald door de elektrostatische interacties (afstoting, aantrekking, sterische hindering) tussen de verschillende atomen en functionele groepen in de verbinding.
In de fysische organische chemie wordt een conformationele analyse, die doorgaans uitgevoerd worden met behulp van computationele methoden, gebruikt om de diverse soorten spanning in een moleculair systeem te kwantificeren. Dit kan informatie opleveren met betrekking tot mogelijke transformaties en de daaruit voortvloeiende reactieproducten. Spanning wordt zowel aangetroffen in acyclische als in cyclische moleculen. Diverse typen spanning worden ook individueel benoemd, zoals de allylische spanning, de ringspanning, de syn-pentaanspanning, de torsiespanning en (in cyclohexaansystemen) de 1,3-diaxiale spanning. Het cyclohexaansysteem en de ermee gepaard gaande intramoleculaire interacties en spanningen zijn uitgebreid bestudeerd en zijn ook getoetst aan het experiment, te meer omdat cyclohexaansystemen vaak voorkomen in natuurproducten en omdat ze unieke structurele eigenschappen bezitten. Om de conformatie van gesubstitueerde cyclohexanen te kwantificeren zijn diverse programma's ontwikkeld. Een daarvan, LHASA, werd ontwikkeld door Elias James Corey en Frank Feiner en laat toe om destabilisatie-energieën te berekenen van gesubstitueerde cyclohexanen. Afhankelijk van de positie op de ring wordt aan een hele reeks substituenten een energiewaarde toegekend die bijdraagt aan de uiteindelijke destabilisatie-energie. Aangenomen wordt – onder meer om de theoretische benadering niet onnodige te bemoeilijken – dat de conformationele effecten additief zijn, hetgeen betekent dat de verschillende destabiliserende interacties min of meer onafhankelijk van elkaar optreden. In werkelijkheid is dit niet altijd waar, aangezien de destabilisatie-energie van cyclohexanen met polaire substituenten (hydroxylgroepen, carbonylgroepen, aminogroepen) kan beïnvloed worden door de polariteit van het oplosmiddel, de mogelijkheid tot waterstofbrugvorming en de aan- dan wel afwezigheid van dipool-dipoolinteracties.